# DR-WebSpyder
DR-WebSpyder는 칼데라 UK가 1997년 개발한 도스용 웹 브라우저, 메일 클라이언트, 운영 체제 런타임 환경이다. DR-DOS 운영 체제 기반이다. 이 시스템은 로우엔드 데스크톱 시스템에서 동작하도록 설계되었으나 디스크 외에도 ROM이나 네트워크로부터 부팅이 가능하다.

## 같이 보기
- 아라크네 (웹 브라우저)
- 크롬OS
- DR-DOS
- 프리도스
- 웹 브라우저 목록